# Râul Valea Iudei
Râul Valea Iudei este un curs de apă, afluent al râului Valea Caselor. 